# Rhopalopterum femorale
Rhopalopterum femorale är en tvåvingeart som först beskrevs av Collin 1946.  Rhopalopterum femorale ingår i släktet Rhopalopterum och familjen fritflugor. Arten är reproducerande i Sverige. Inga underarter finns listade i Catalogue of Life.